# Andes (Schiff)
Die Andes (I) war ein 1913 in Dienst gestelltes Passagierschiff der britischen Reederei Royal Mail Line. Während des Ersten Weltkriegs diente sie als bewaffneter Hilfskreuzer („Armed Merchant Cruiser“). 1929 wurde sie in Atlantis umbenannt und für Kreuzfahrten verwendet, bis sie 1952 abgewrackt wurde.

## Geschichte

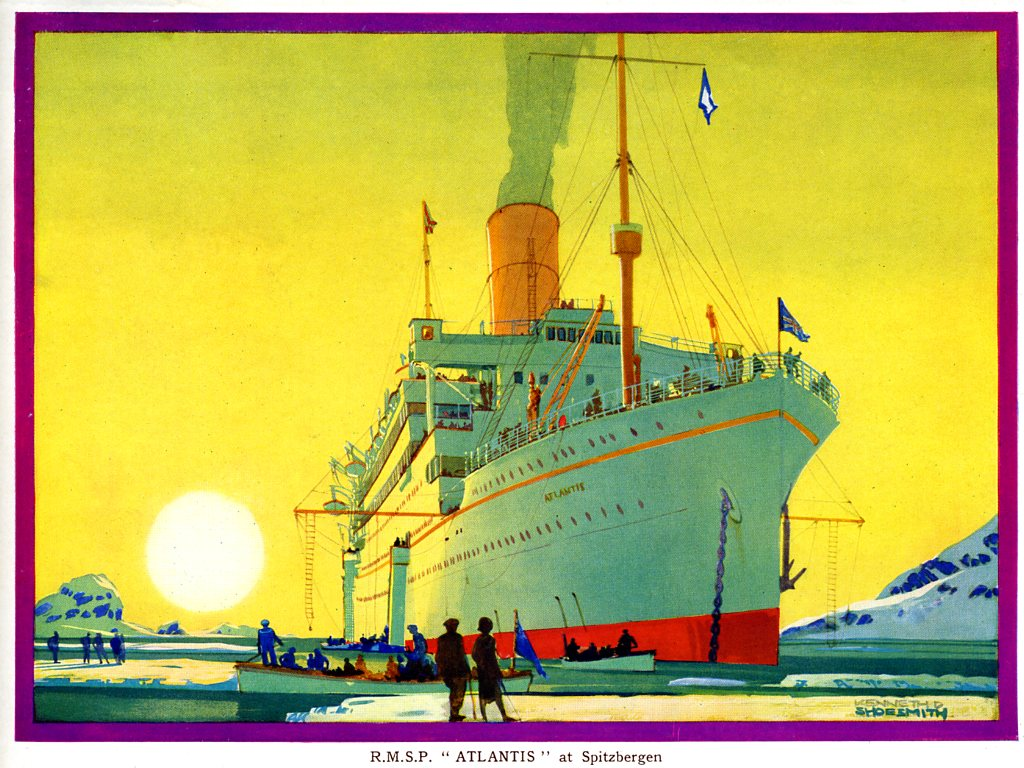
Als Atlantis (Lithografie von Kenneth Shoesmith, 1930er)

Das 15.620 BRT große Dampfschiff Andes wurde bei Harland & Wolff  im nordirischen Belfast gebaut und lief am 8. Mai 1913 vom Stapel. Das 179,83 Meter lange und 19,91 Meter breite Passagier- und Postschiff hatte einen Schornstein, zwei Masten und drei Propeller und wurde von zwei Dreifachexpansions-Dampfmaschinen und eine Abdampfturbine angetrieben, die eine Geschwindigkeit von 17 Knoten ermöglichten. Die nominelle Motorleistung wurde auf 1610 hp geschätzt. Die Passagierunterkünfte waren für 380 Reisende Erster Klasse, 250 Zweiter Klasse und 700 Dritter Klasse ausgelegt. Sie war das Schwesterschiff der bereits 1912 in Dienst gestellten Arlanza (I) (15.044 BRT).
Die Andes wurde am 12. September 1913 fertiggestellt, verließ Belfast am 11. September und lief am 26. September 1913 in Liverpool zu ihrer Jungfernfahrt nach Valparaíso aus. In den folgenden Jahren pendelte sie zwischen Southampton und Buenos Aires mit Zwischenstopps in Lissabon, Rio de Janeiro und Montevideo. Im Ersten Weltkrieg diente die Andes als Hilfskreuzer („Armed Merchant Cruiser“) und war als solcher am 29. Februar 1916 am Gefecht mit dem deutschen Hilfskreuzer Greif beteiligt, in dessen Folge die Greif sank. Im weiteren Verlauf des Kriegs wurde die Andes als Geleitschiff für Schiffskonvois und für die Repatriierung britischer U-Boot-Mannschaften aus Murmansk genutzt.

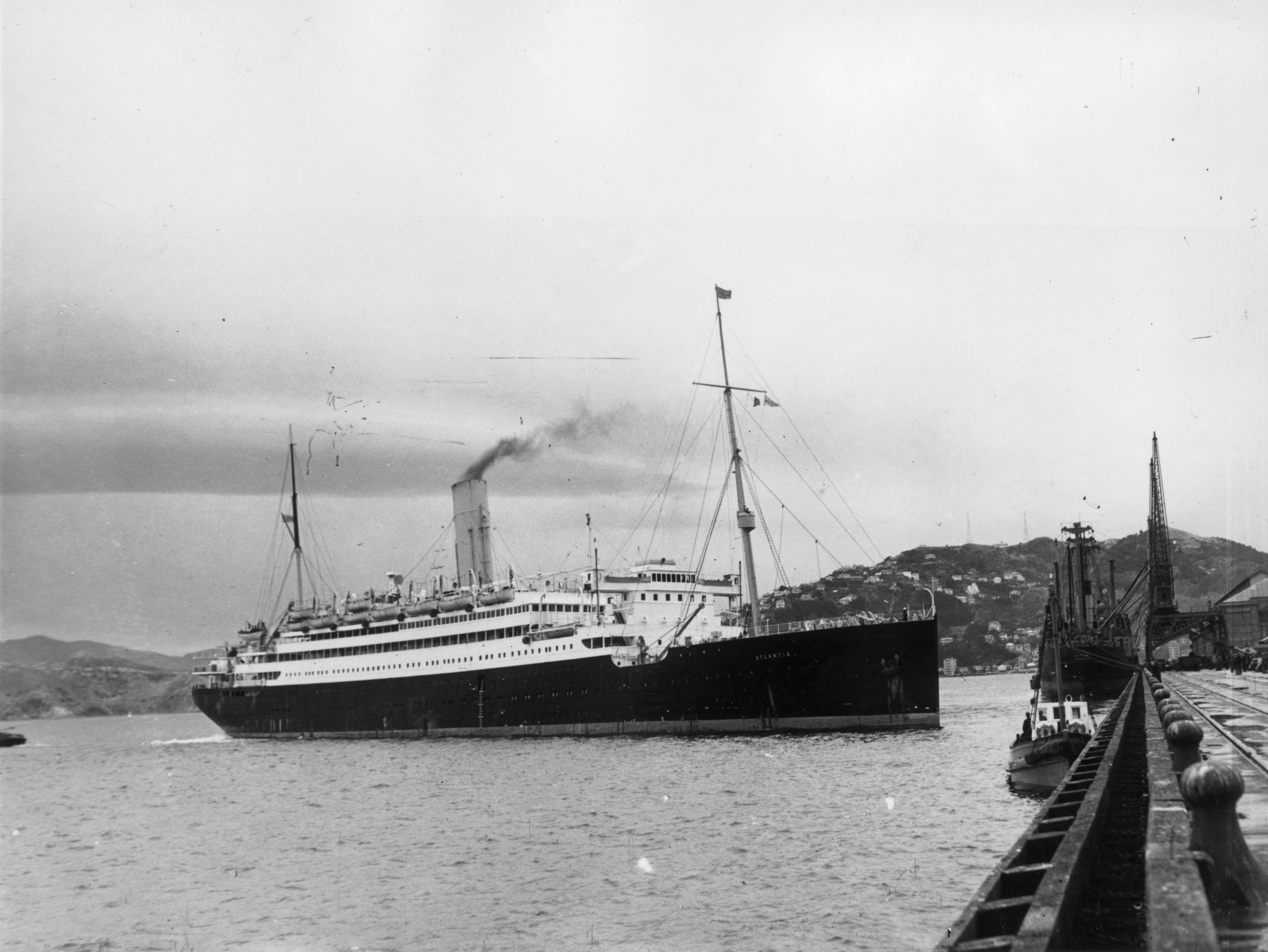
Als Atlantis im Hafen von Wellington, 1951.

1919 wurde das Schiff nach jahrelangem Kriegseinsatz generalüberholt und nahm den Liniendienst nach Río de la Plata wieder auf. 1929 wurde der Dampfer in ein Kreuzfahrtschiff umgebaut und mit Platz für 450 Passagiere Erster Klasse unter dem Namen Atlantis in Dienst gestellt. 1939 wurde das Schiff für den Kriegseinsatz in ein Hospitalschiff umgewandelt und zunächst in Alexandria stationiert. 1940 wurde es in der Evakuierung Norwegens eingesetzt. Anschließend patrouillierte das Schiff zwei Jahre im Indischen Ozean. 1942 nahm sie an der alliierten Eroberung von Madagaskar teil und 1943 repatriierte sie italienische Kriegsgefangene nach Lissabon und Göteborg.
Bis 1946 wurde die Atlantis für Lazarett- und Rückführungsaufgaben genutzt. Anschließend wurde sie mit Platz für 900 Passagiere Dritter Klasse für Auswanderungsfahrten von England nach Australien und Neuseeland eingesetzt. 1952 wurde das 39 Jahre alte Schiff aufgelegt und im März desselben Jahres in Faslane-on-Clyde abgewrackt.